# Girolamo Grimaldi-Cavalleroni
Girolamo Grimaldi-Cavalleroni, italijanski rimskokatoliški duhovnik, škof in kardinal, * 20. avgust 1597, Genova, † 4. november 1685.

## Življenjepis
25. februarja 1641 je bil imenovan za naslovnega nadškofa Seleucia in Isauria. 3. marca istega leta je prejel škofovsko posvečenje in 27. marca 1641 je bil imenovan za apostolskega nuncija v Franciji.
13. julija 1643 je bil povzdignjen v kardinala.
20. septembra 1648 je bil imenovan za nadškofa Aixa in 30. avgusta 1655 je bil potrjen.